# Andrej Andreevič Voznesenskij
Andrej Andreevič Voznesenskij (in russo Андрей Андреевич Вознесенский?; Mosca, 12 maggio 1933 – Mosca, 1º giugno 2010) è stato un poeta russo.

## Biografia
Laureato in architettura, scoprì alla fine degli anni cinquanta del ventesimo secolo la sua passione per la poesia. Fin dal 1958 si fece interprete, attraverso i suoi versi, del disagio e delle passioni delle giovani generazioni, sia nella ricerca di ideali da vivere, sia nella forma linguistica più appropriata e più moderna nell'esporli.
Dal 1958 cominciò, insieme ad Evgenij Evtušenko, a pubblicare poesie che ebbero riconoscimenti anche da Pasternak.
Nel 1978 fu insignito del Premio Lenin. Fu più volte in Italia, in particolare nel fiorentino cui dedicò anche una poesia.
Morì nel 2010 per un ictus: da tempo era in condizioni di salute assai precarie a causa della malattia di Parkinson.

## Opere
- Mosaici, raccolta di poesie del 1960
- Parabola, raccolta di poesie del 1961
- Gli artigiani, poema
- La pera irregolare, liriche del 1962
- Antimondi, raccolta del 1963
- Scrivo come amo, raccolta di poesie
- L'ombra del suono, raccolta del 1970
- Sguardo: poesie e poemi, poesie del 1972
- Il cuore di Achille
- Giunone è il pavone, commedia del 1981